# Половое воспитание (фильм, 2014)
«Половое воспитание» (англ. Sex Ed) — фильм 2014 года режиссёра Исаака Федера. Премьера в США состоялась 7 ноября 2014 года, в России — 1 октября 2015 года.

## Сюжет
Бывший преподаватель геометрии Эдвард Коул работает продавцом в магазине бейглов. После инцидента он увольняется и пройдя собеседование устраивается на новую работу — преподавателем «продлёнки» в школу Тампы. Он занимается программой полового воспитания детей, хотя и у него есть пробелы в этой области знаний.

## В ролях
| Актёр                    | Роль                        |
| ------------------------ | --------------------------- |
| Хэйли Джоэл Осмент       | Эд Коул                     |
| Лоренца Иззо             | Пилар                       |
| Глен Пауэлл              | Джей Ти сосед Эда           |
| Ретта                    | Сидни                       |
| Мэтт Уолш                | Уошаут                      |
| Паркер Янг               | Монтана                     |
| Лаура Хэрринг            | Люп                         |
| Эбби Эллиотт             | Триш                        |
| Ламорн Моррис            | Бобби                       |
| Кристофер Джеймс Уильямс | преподобный Маркус Хэмилтон |

## Отзывы
Фильм получил смешанные отзывы кинокритиков. На сайте Rotten Tomatoes у фильма 64 % положительных рецензий из 11. На Metacritic — 34 балла из 100 на основе 6 рецензий.

## Интересные факты
- После того как Эдвард Коул устраивается на новую работу, он переезжает и на новое место жительства, а  путь его проходит по мосту Саншайн-Скайуэй через залив Тампа.